# Public Relations Global Network
Public Relations Global Network (PRGN) — одна з чотирьох провідних світових компаній, що об'єднує незалежні агентства в області зв'язків із громадськістю. До складу PRGN входить 49 агентств-партнерів, які охоплюють ринки понад 80 країн світу, надаючи послуги у сфері зв'язків з громадськістю для більш ніж 1000 клієнтів. Компанія була заснована в 1992 році в місті Фінікс, штат Аризона(США), а з 2003 року зареєстрована в штаті Делавер.

## Історія компанії
Компанія була заснована в 1992 році в місті Фенікс, штату Аризона під назвою «The Phoenix Network»
У 2001–2002 роках, до міжнародної мережі вперше підключаються партнери з Європи. Першими учасниками стали представники Франції, Німеччини та Великої Британії.
У 2002 році компанія була перейменована в «Public Relations Global Network» (PRGN).
У 2004 році до складу мережі увійшла австралійська компанія Currie, зробивши Австралію одним із членів PRGN
У 2005 році до складу компанії увійшло агентство Guerra Castellanos&Asociados з Мексики.
У 2007 році, до міжнародної мережі приєднуються компанії з Африки (Південно-Африканської Республіки) і Південної Америки (Бразилії)
У 2008 році до складу компанії входить перший партнер з Азії (з Сінгапуру)
До 2013 року до складу міжнародної мережі PR-агентств входить вже 49 компаній з усіх 6 континентів.

## Керівництво
В основі Public Relations Global Network лежать незалежні приватні компанії, таким чином, у фірми немає єдиної штаб-квартири. Щороку, мережа компанії-членів обирає нового президента. На даний момент (липень 2015), посаду президента PRGN займає Едвард Стівенс, керівник Stevens Strategic Communications. У травні 2015 він змінив на цій посаді Уве Шмідта з Landis Communications з гамбурзької фірми Industrie-Contact AG.